# Weidinger (Buchet)
Weidinger ist ein Ortsteil der Ortsgemeinde Buchet im Eifelkreis Bitburg-Prüm in Rheinland-Pfalz.

## Geographische Lage
Weidinger liegt rund 1 km südlich des Hauptortes Buchet auf einer Hochebene. Umgeben ist Weidinger von umfangreichen landwirtschaftlichen Nutzflächen. Südlich des Ortes fließt der Üchenbach aus Richtung Bleialf.

## Geschichte
Weidinger zählte zur Bürgermeisterei Bleialf.
Vor 1794 gehörte der Ort zum Fürstentum Prüm bzw. seit der zweiten Hälfte des 18. Jahrhunderts zum kurtrierischen Amt Prüm und war der Schultheißerei Bleialf zugeordnet. Unter preußischer Verwaltung gehörte Weidinger zum Kreis Prüm im Regierungsbezirk Trier und ab 1822 zur Rheinprovinz.

## Kultur und Naherholung

### Wegekreuze
In Weidinger befinden sich insgesamt drei Wegekreuze. Eines wurde aus Holz gefertigt und trägt ein Spitzdach. Zudem einen Corpus und die Inschrift INRI. Es befindet sich am westlichen Ortsrand am Höhenpunkt auf rund 529 m. Zu den beiden anderen Wegekreuzen liegen keine genaueren Angaben vor.

### Aussichtsplattform
Wenig östlich von Weidinger auf der Gemarkung von Brandscheid befindet sich der bekannte Aussichtspunkt „Dreiländerblick“. Von diesem Höhenpunkt (rund 604 m über N.N.) aus können die Länder Luxemburg und Belgien erkannt werden.

## Wirtschaft und Infrastruktur

### Unternehmen
In Weidinger sind ein Unternehmen für Fassadengestaltung und ein Orchester-Verein (Künstlergruppe) ansässig.

### Verkehr
Es existiert eine regelmäßige Busverbindung.
Weidinger ist durch die Kreisstraße 105 erschlossen und liegt wenig nördlich der Landesstraße 17.